# Sobrevivência do mais apto

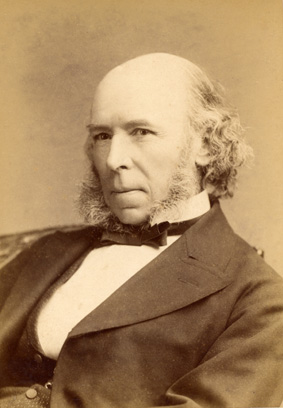
Herbert Spencer cunhou a frase, "sobrevivência do mais apto".

Sobrevivência do mais apto é uma frase que resume um conceito relativo à competição pela sobrevivência ou predominância. Originalmente aplicada por Herbert Spencer no seu livro Principles of Biology (Princípios da Biologia) de 1864, Spencer traçou paralelos entre as suas ideias de economia com as teorias de Charles Darwin sobre evolução por aquilo que Darwin chamava de seleção natural.
Embora Darwin tenha usado a frase "sobrevivência do mais apto" como sinónimo de "seleção natural", os biólogos atuais preferem a última expressão. A frase é uma metáfora, e não uma descrição científica.
Os seres vivos vivem em uma constante luta pela sobrevivência devido a uma rede de relações ecológicas. Em sua cadeia alimentar haverá predadores e parasitas para buscar alimento a partir dele e haverá recursos para mantê-lo vivo. Mas nessa cadeia há competidores para concorrer pelo seu alimento, pelo seu habitat e por suas parceiras sexuais; e estes exercerão forte influência negativa para diminuir suas chances de sobrevivência. Para isso, os organismos utilizam várias estratégias para vencer a luta pela sobrevivência, desde a multiplicação de seus descendentes desenfreadamente até a disputa acirrada entre indivíduos da mesma espécie, tudo com a finalidade de perpetuá-la.

## Multiplicação dos descendentes

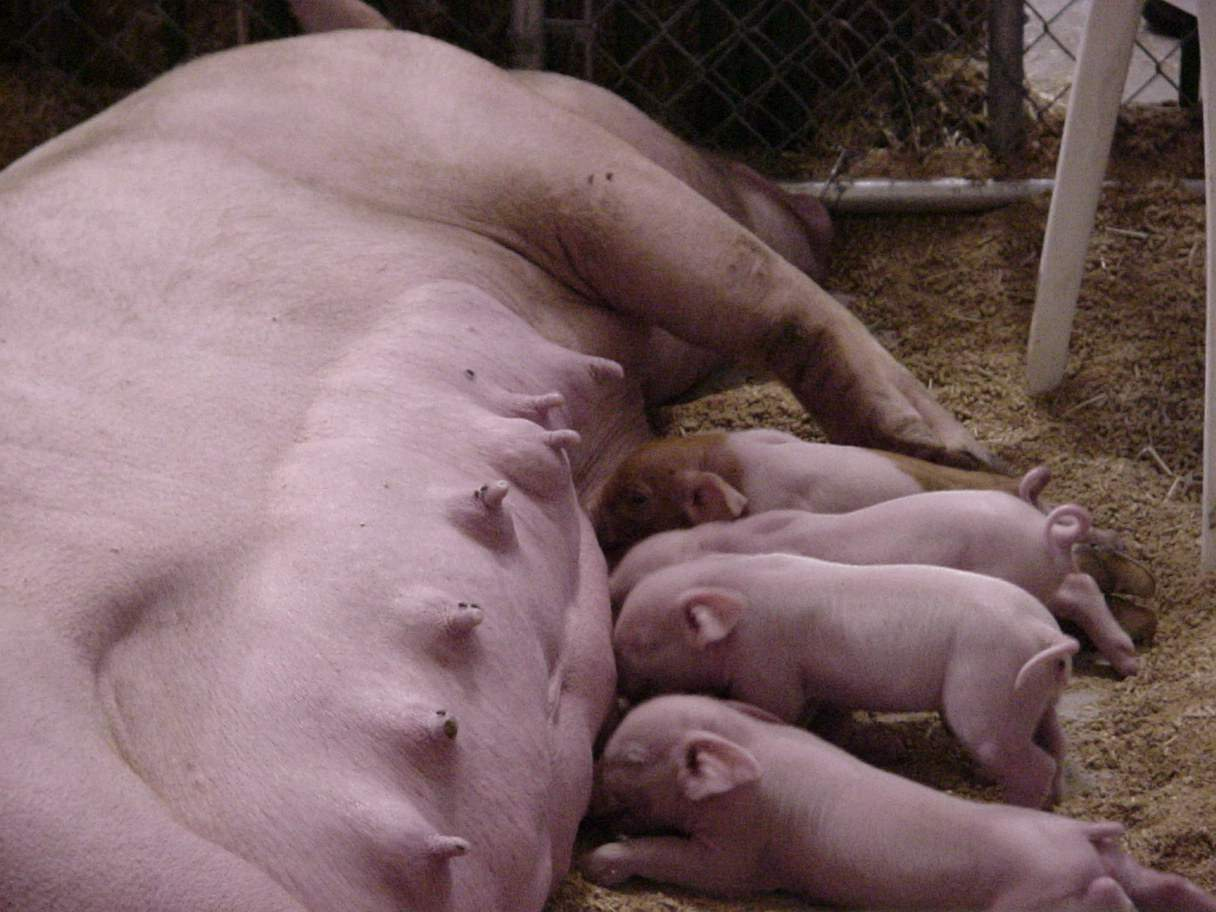
O cuidado parental reduz o número da prole, porém a probabilidade de sobrevivência da maioria dos filhotes é grande.

A luta pela sobrevivência resulta na rapidez com que os organismos são multiplicados. Se todos os organismos procriados conseguissem nascer e não fossem destruídos, o planeta não conseguiria suportar nenhum ser, pois não haveria espaço suficiente para comportá-los. O próprio ser humano, que se reproduz lentamente, teria seu número dobrado a cada 25 anos.
O bacalhau do Atlântico (Gadus callarias) produz uma grande quantidade de ovos, chegando a um número de 5 milhões por fêmea. Porém, esta prole é deixada à superfície do mar, onde 99% dos pequenos bacalhaus, em seu primeiro mês de vida, são predados  vorazmente pela comunidade aquática que habita a parte planctônica do oceano. Todavia, cerca de dois indivíduos conseguem sobreviver; e estes são suficientes para gerar outra prole numerosa. Os organismos possuem uma tendência a se reproduzir em progressão geométrica. No entanto, essa tendência é suprimida pela destruição de indivíduos ao longo do tempo. Uma grande fecundidade pode ser favorável para os indivíduos que possuem uma alimentação bastante variável, o que permite o seu crescimento rápido em número. No entanto, a importância real do grande número de ovos ou de sementes produzidos é a compensação da destruição em massa desses indivíduos, seja por predação, por condições ambientais desfavoráveis ou por parasitismo, assegurando que parte dos indivíduos que sobreviverão possam garantir a manutenção da espécie. Mas esta regra segue principalmente para os organismos que não produzem filhotes que estão mais expostos a uma destruição rápida, enquanto seres que realizam cuidado parental, como a maioria dos mamíferos, tendem a perpetuar o seu número reduzido de filhotes.

## Barreiras à multiplicação
São muito obscuras as causas que impedem à multiplicação natural das espécies. Darwin, em seu livro “A Origem das Espécies”, descreve alguns pontos importantes que podem ser considerados como barreiras à restrição da multiplicação dos indivíduos e determinar a sobrevivência do mais apto:
- A quantidade de alimentação determina o limite máximo da multiplicação de cada espécie. Mas o que determina o número médio de indivíduos não é a capacidade de se obter alimentos, e sim a facilidade com que estes indivíduos possam ser tornar presas de outros animais.
- O clima possui um papel importante para determinar a média populacional de uma espécie; e os ciclos periódicos de frios e secas são uma das mais eficientes barreiras. As variações climáticas intervêm diretamente sobre a disponibilidade de nutrientes, o que provoca ainda mais uma disputa acirrada entre os indivíduos que se alimentam desses mesmos recursos. Em condições de frio extremo, somente os mais aptos a sobreviver a esse clima conseguem suportar a região, enquanto àqueles menos capacitados, ou tendem a diminuir drasticamente sua população ou seus integrantes realizam migrações sazonais.

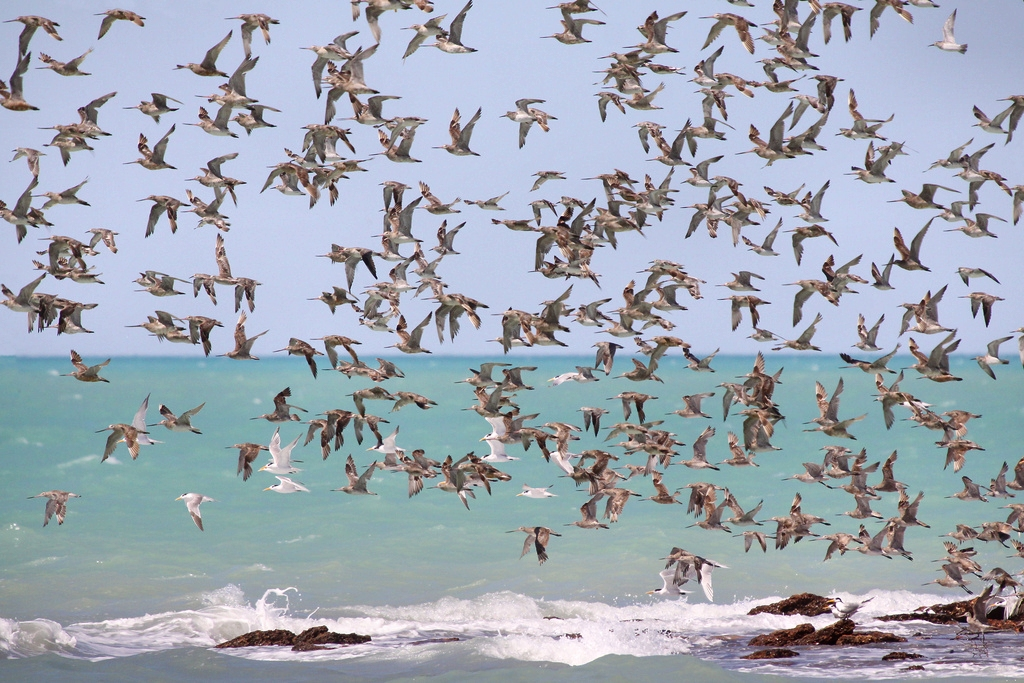
Muitos animais não conseguem adaptar-se às mudanças bruscas de seu ambiente. Ou estes animais são extintos ou realizam migrações para regiões com condições mais favoráveis, como os pássaros fazem.

Darwin, em suas observações durante a viagem no Beagle, percebeu que as espécies diminuem nas regiões setentrionais e, consequentemente, os seus concorrentes. Isto se deve diretamente pela ação do clima.  Nestas regiões, somente as espécies mais aptas podem sobreviver a essas condições, o que são bem restritas.
Darwin também observou que as espécies que estão mais adaptadas ao ambiente e conseguem se reproduzir excessivamente em uma pequena região, podem sofrer de epidemias, as quais provêm, muitas vezes, de vermes parasitas. Estes vermes aumentam consideravelmente a partir do crescimento populacional da espécie hospedeira. Com análises mais aprofundadas de estudos posteriores, a conclusão que Darwin chegou foi de uma interação de coevolução entre parasita-hospedeiro e sua relação com o hospedeiro é estritamente dependente da reprodução deste para que o parasita também seja transmitido. Esta transmissão ficou conhecida como transmissão vertical.

## Relações complexas entre animais e plantas

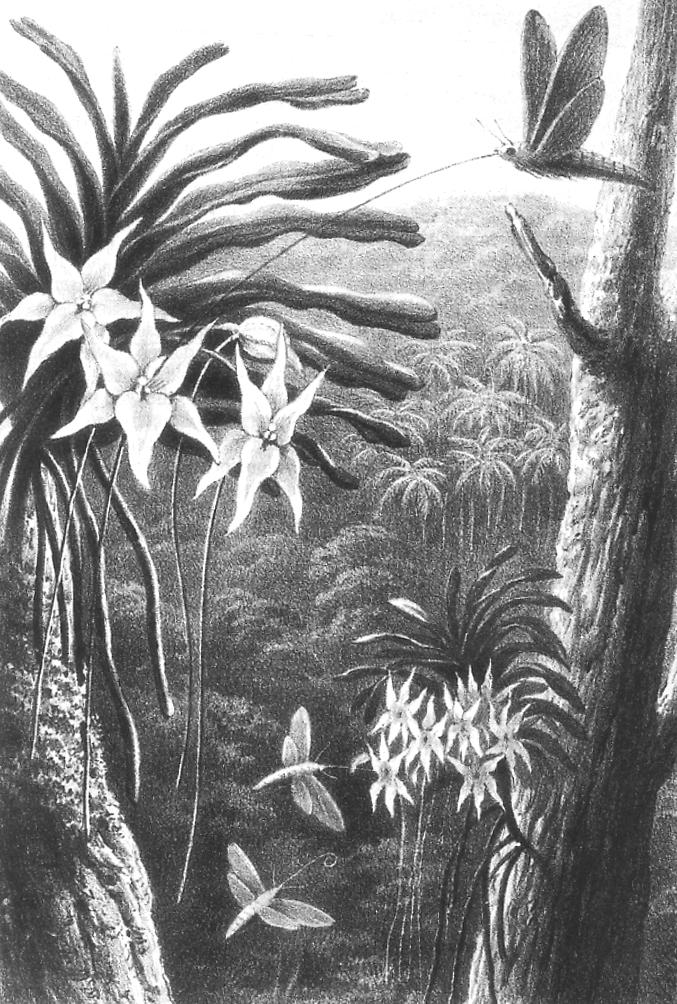
Uma mariposa esfingídea (Xanthopan morgani) se alimentando da orquídea Angraecum sesquidale. Uma típica interação de coevolução.

As plantas mantiveram fortes relações (e ainda mantêm) principalmente com insetos para a sua sobrevivência. É claro que a recíproca é verdadeira. Vários são os exemplos que podemos descrever entre polinizações realizadas por insetos e, sem esta interação, muitas plantas não conseguem se reproduzir e nem os insetos conseguem sobreviver.
Darwin foi um grande admirador de orquídeas, e sua casa era repleta destas. Porém, ele não permitia que insetos entrassem em seu jardim. Conseqüentemente, ele observou que uma espécie exótica de planta que ele cultivava (Lubelia fulgens) nunca produziu sementes, e logo associou com a falta de polinização realizada pelos insetos.
É claro que ainda há disputas entre insetos pela planta servida como alimento. Porém, alguns insetos se tornam mais aptos a se alimentar somente de uma planta, o que reduz drasticamente o número de concorrentes. Para a planta, esta relação é inteiramente vantajosa pois, tendo somente um polinizador em seu ambiente, evita que seus gametas sejam desperdiçados e que seu pólen seja diretamente transportado para outra planta de mesma espécie. Dessa forma, muitas plantas se modificam cada vez mais para atrair polinizadores mais especializados; e os insetos também se modificam para se alimentar de plantas mais específicas e diminuir o número de competidores. Esta interação, assim como apresentado no item anterior, reflete também uma relação de coevolução, porém entre inseto-planta. Um exemplo clássico desta interação é entre as mariposas esfingídeas de línguas extremamente longas (podendo chegar a 45 cm de comprimento) que são as únicas capazes de polinizar as orquídeas Angraecum sesquipedale.
Wasserthal, 1997, foi um grande observador dessa interação entre a flor e a mariposa de língua comprida. Essas mariposas eram menos vulneráveis à predação que mariposas de língua curta, pois, como elas não encostam na flor ao se alimentar de seu néctar, aranhas do tipo que sentam e esperam suas presas, não atacam essas mariposas. Dessa forma, a modificação dessas inicialmente pode ter sido uma adaptação antipredador. As orquídeas poderiam ter-se modificado para adaptar-se à essas mariposas e atraí-las. Wasserthal ilustrou um tipo de coevolução que ocorreu em diferentes linhagens, com diferentes histórias de coadaptação para formar uma adaptação final.

## Disputa entre indivíduos pertencentes à mesma espécie
As espécies pertencentes ao mesmo gênero têm, quase sempre, hábitos muito afins, como as mesmas regiões frequentadas, a procura pelo mesmo alimento e a exposição à praticamente ou os mesmos perigos. Portanto, a luta entre essas espécies são muito mais disputadas quando colocadas em concorrências uma às outras.
Vários são os exemplos que podem ilustrar essa afirmação. Darwin, também em sua viagem ao Beagle, observou, nos Estados Unidos, uma espécie de andorinha que causou a extinção de uma outra que estava na mesma região. Na Rússia, uma espécie de barata asiática causou a extinção da russa. Darwin importou uma abelha europeia para as regiões australianas; e ele observou que as abelhas nativas desprovidas de aguilhão eram rapidamente exterminadas.

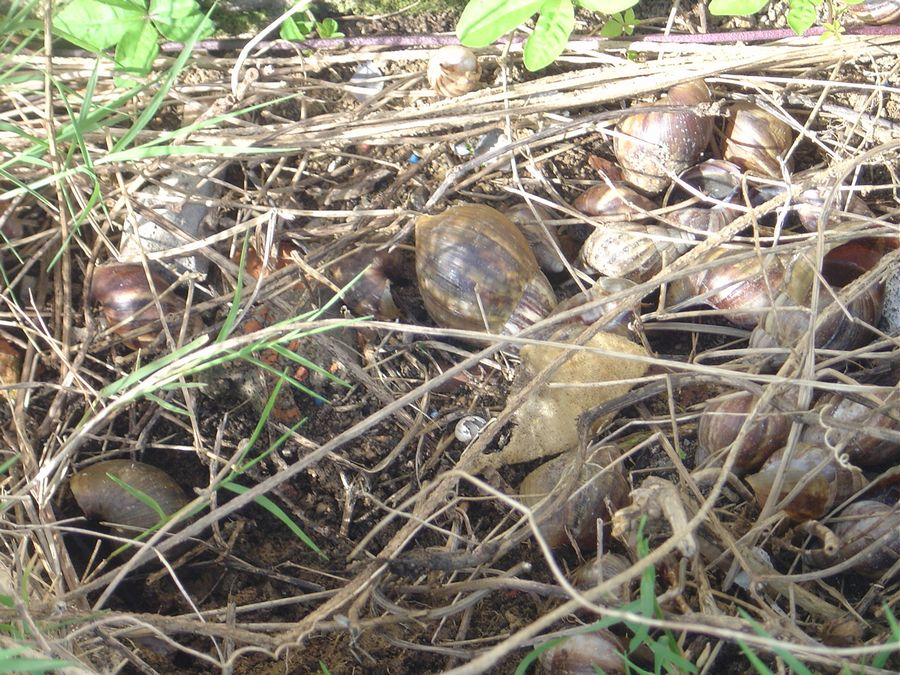
O caramujo africano é um exemplo de espécie importada ao Brasil. Como não encontrou predadores, sua população cresceu desenfreadamente e tornou-se uma praga.

Hoje sabemos que essas espécies exóticas que foram implantadas em outras regiões são a segunda causa de perda da diversidade biológica no mundo, atrás apenas do desmatamento e dos impactos provocados por efeitos de mudanças climáticas. A explicação mais plausível para isso é que a grande maioria dessas espécies exóticas implantadas já estava adaptada à ambientes superiores ou parecidos aos que foram expostas. Muitos encontram recursos em abundância, mas não há um predador que possa apaziguar o crescimento da população, o que, em muitos casos, tornam-se pragas para a população local, como foi o caso do caramujo africano. Um outro exemplo é o pardal, um animal trazido pelos europeus ao Brasil, o qual já estava acostumado com ambientes urbanizados. Ao chegar ao país, onde havia uma área urbana em ascensão, eliminou várias espécies nativas, até mesmo de gênero igual, ou diminuiu drasticamente essa população. As espécies invasoras mais comuns de serem encontradas no Brasil são caracol-asiático, lagartixa de parede, pombo-comum, bico-de-lacre, pardal, periquito-rico, camundongo, ratazana, gato, cachorro e rato-preto.
Em seu livro, Darwin também levantou o ponto que nem todas as espécies que são implantadas podem conseguir recursos suficientes para se reproduzirem de forma desenfreada. Para isso, suas condições de vida devem modificar-se de maneira essencial, ainda que o clima seja de idêntico o do seu antigo habitat. É preciso que o ambiente ofereça-lhes certas vantagens sobre um conjunto de concorrentes ou de inimigos diversos.

## A seleção natural ou a sobrevivência do mais apto (perseverança do mais capaz)
Após ressaltarmos sobre a luta pela sobrevivência dos seres vivos, podemos fazer a mesma pergunta que Darwin levantou: Qual é a influência que esta luta pela sobrevivência possui sobre a transformação?
Sabemos que o princípio da seleção se aplica aos animais em seu estado selvagem. No estado doméstico, os organismos são, de certa forma, modelados. Porém, essa variabilidade não é diretamente e tão somente modelada pelo ser humano. Assim como afirmou Darwin, “o homem não pode produzir nem impedir as transformações; pode apenas conservar e reunir as que lhe são apresentadas.” Qualquer variação, por menos nociva que seja, pode ocasionar a extinção para o organismo. Para essas variações, Darwin descreveu como seleção natural e ele mesmo descreve “seleção natural ou perseverança do mais capaz é a preservação das diferenças e das variações individuais favoráveis e à eliminação das variações nocivas.” O excesso de fecundidade e a conseqüente competição pela sobrevivência, como já foi citado neste texto, fornecem as pré-condições para que ocorra o processo de seleção natural.
Para que a seleção natural opere como um todo, são necessárias que haja quatro condições:
- Reprodução;
- Hereditariedade;
- Variação entre caracteres individuais entre membros da população, como diferentes tamanhos de bicos em uma população de pássaros;
- Variação na aptidão do organismo de acordo com o seu estado quanto ao seu caráter herdável. Um organismo que possui caracteres vantajosos tem possibilidade de passar essas características aos seus descendentes, ou seja, o ser vivo é fértil.

As alterações das condições de vida tendem a aumentar a probabilidade de haver uma transformação. O homem pode produzir essas transformações em seus animais domésticos, mas a seleção natural também pode obtê-las com mais facilidade num período muito mais prolongado. Porém, o homem impede, de certa forma, que a seleção natural ocorra de forma precisa. Ele pode dar a mesma nutrição aos pombos de bicos longos e de bicos curtos, não permitindo que o bico vantajoso seja selecionado; não adestra de forma diferente os cavalos de patas curtas e de patas longas, ou seja, não permite que haja uma competição entre os indivíduos que venha eliminar aquele menos apto ao ambiente. Geralmente, em animais domésticos, o indivíduo que variou realmente não transmite aos seus filhos seus caracteres novamente adquiridos e menos ainda se as condições permanecessem as mesmas.
A seleção natural procura, a cada instante, as variações mais sutis, repele as nocivas, conserva e acumula as que são úteis. Muitos animais podem garantir vantagem sobre outros indivíduos quando estes conseguem camuflar-se e escapar do predatismo. É o caso da mariposa sarapintada Biston betularia. Antes da Revolução Industrial na Inglaterra no século XVIII, havia predominância da mariposas sarapintadas de cores claras sobre às de cores escuras. Porém, com o aumento da poluição derivada do crescimento das indústrias na região, as mariposas de cores escuras (melânicas) predominaram sobre as de cores claras. Em áreas não-poluídas, havia prevalência da cor clara.
O aumento das mariposas melânicas foi explicado pela predação por pássaros. Darwin relacionaria este acontecimento simplesmente porque a seleção natural operou sobre a mariposa mais capaz de se camuflar no ambiente e se proteger contra a predação. Porém, com a junção das ideias darwinianas e a genética mendeliana promovida pela Síntese Moderna, a explicação mais plausível é a predominância do alelo C encontrado nas mariposas melânicas, o qual se sobrepôs ao alelo c, encontrado na forma homozigota nas mariposas de cor clara.

## Seleção sexual
Um último ponto em que podemos levantar não é a disputa entre indivíduos de espécies diferentes, mas sim entre indivíduos de um mesmo sexo, principalmente machos, os quais asseguram a posse do sexo oposto. Este é um tipo de mecanismo promovido nas espécies que Darwin denominou de seleção sexual. Em geral, esta seleção é menos rigorosa que a seleção natural, pois não requer a morte do outro concorrente, mas favorece os machos que conseguem deixar mais descendentes. Esses armam-se da melhor forma possível para conseguir acalcar o sexo oposto e distribuir seus gametas.
Um veado desprovido de chifres ou um galo sem esporas teriam poucas chances de transmitir seus gametas para as próximas gerações. A seleção sexual oferece aos machos mecanismos de ataque como esporas longas, asas mais fortes para inutilizar as patas dos concorrentes, confere força para bater, rugir e girar em torno de seu oponente, como os crocodilos fazem, mas também confere mecanismos de defesa, como a juba do leão e a queixada de ganchos do salmão.

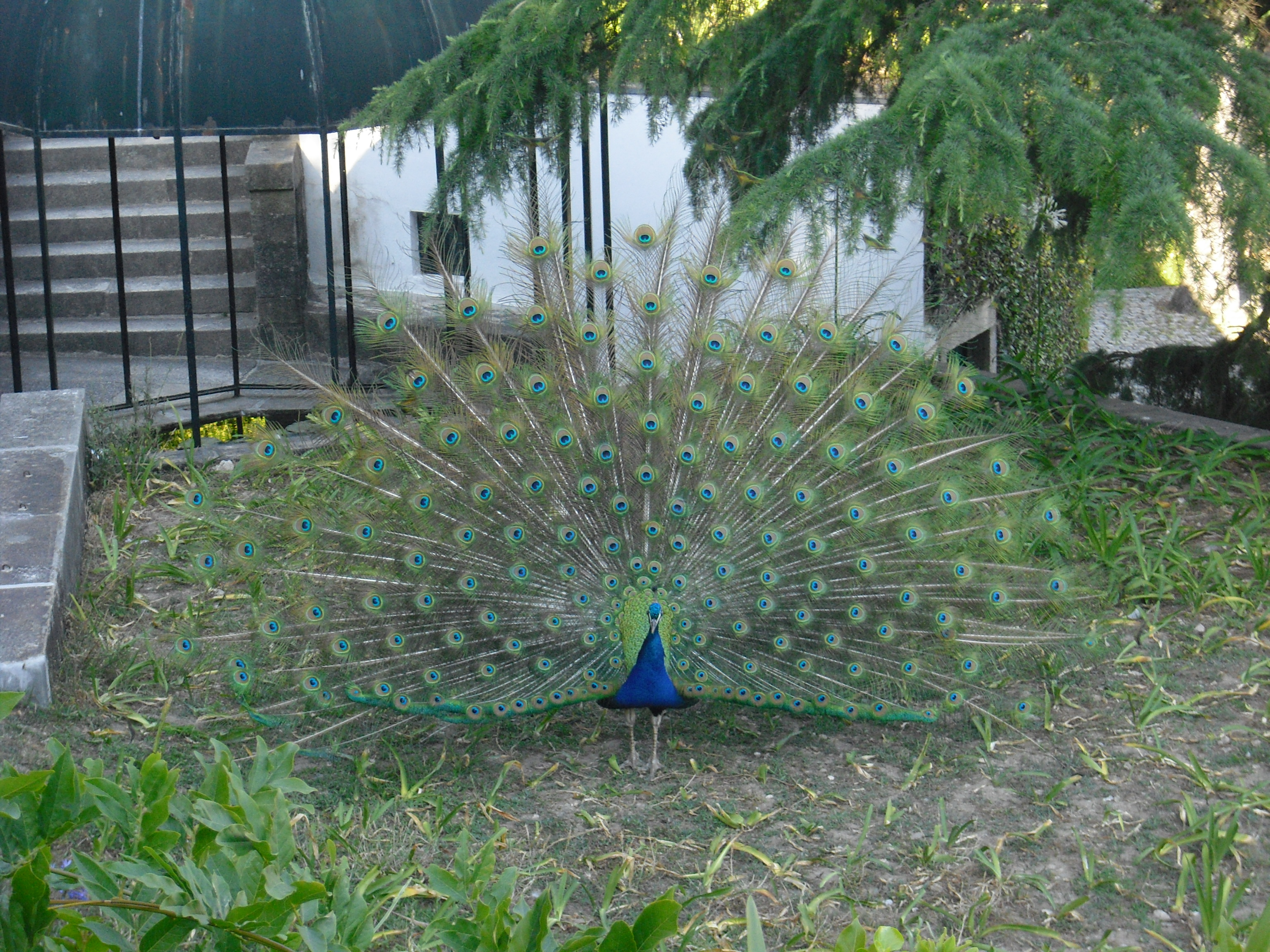
A cauda do pavão diminui suas chances de sobrevivência, mas em compensação confere-lhe vantagem sexual diante das fêmeas.

Entre as aves, esta disputa possui um caráter mais pacífico. Os machos disputam a coreografia, a plumagem ou o canto mais belo para atrair a atenção da fêmea. Um típico exemplo é o pavão, o qual tem um gasto dispendioso para produzir penas longas e elegantes. É quase certo que a cauda do pavão diminui a sobrevivência do macho, porém essa desvantagem é compensada pela “vantagem reprodutiva”. As fêmeas irão preferir machos com penas longas, brilhantes e coloridas; e estes poderão passar suas características aos seus descendentes.
A seleção sexual atua mais em espécies poligâmicas que em monogâmicas. As espécies poligínicas concorrem mais com os parceiros sexuais; e estes teriam um dimorfismo sexual mais acentuado do que as espécies monogínicas. Em aves poliândricas, tais como os falaropos, as fêmeas é que competem pelos machos.
Porém, com estudos promovidos por Zahavi, 1975, há uma “teoria da desvantagem”. Alguns machos podem desenvolver um caráter que reduza a sua sobrevivência, porém ele possui “bons genes” que agrada a fêmea, como a cauda do pavão. Então, a fêmea cruzaria com este macho que possui um caractere desvantajoso mas com “bons genes”. Isso seria uma estratégia promovida por alguns machos que querem passar os seus genes enganando as fêmeas com as suas características sexuais. Para Zahavi, o caráter masculino tinha que ser custoso desde o início e permanecer custoso à medida que a preferência se disseminava nas fêmeas. A função do caráter masculino escolhido é de indicador de qualidade genética, e ele precisa ser custoso para ser confiável.